# Кузнецова, Ирина Николаевна
Ирина Николаевна Кузнецова (19 августа 1943, Москва — 9 марта 2021, Москва) — российский лингвист, романист, доктор филологических наук, профессор, заведующая кафедрой французского языкознания (1991—2021) филологического факультета МГУ.

## Биография
Родилась в семье генерал-майора Николая Дмитриевича Мельникова и экономиста Марии Гавриловны Мельниковой (урожд. Нестеренко).
В 1960 году поступила на романо-германское отделение филологического факультета МГУ имени М.В. Ломоносова, в 1965 году  успешно защищает на кафедре французского языкознания новаторской по тому времени дипломной работы «Избыточность и недостаточность во французском языке» под руководством академика Ю.С. Степанова и начинает работать в качестве преподавателя.
В 1973—1976 годах училась в аспирантуре, учителями и наставниками И.Н. Кузнецовой были  ведущие преподаватели кафедры,  известные лингвисты и лексикографы  Е.Ф.  Гринева,  З.Н. Козлова, Э.А. Халифман.
И.Н. Кузнецова продолжает дальнейшую научно-исследовательскую работу в области паронимии французского языка под руководством члена-корреспондента Академии наук Р.А. Будагова и при поддержке профессора С.Н. Кузнецова.
В 1977 году защитила кандидатскую диссертацию (на тему «Паронимия в современном французском языке»), в 1998 году — докторскую (на тему «Теория лексической интерференции», оппонентами являлись В. Г. Гак, Т.З. Черданцева, Э.М. Береговская).
В 1991 году становится зав.кафедрой французского языкознания филологического факультета МГУ им. М.В. Ломоносова.
В 2002 году И.Н. Кузнецова была утверждена в должности профессора. Являлась зам. председателя диссертационного совета (романские языки, филологические науки),  была председателем ГАКа и ГЭКа в  МГЛУ, ПСТГУ, ОГУ.  C 2010 года состояла в научном обществе Международная проблемная группа по сопоставительной лингвистике текста ( СоЛиТекст, Швейцария).

## Научная и педагогическая деятельность
Кандидатская и докторская диссертации И.Н. Кузнецовой посвящены лексической интерференции, т.е. языковому смешению внутри французского  языка и при контакте французского языка с русским, проявляющемуся  либо как ошибка либо как художественный приём.
Кроме того, И.Н. Кузнецова  (первоначально в соавторстве  с  Э.А.  Халифман) разработала  курс  по сопоставительной грамматике  французского и русского языков,  ориентированный на русско- и франкоязычных студентов [Кузнецова, 1981; 2002].
С 2002 года совместно с коллективом преподавателей кафедры И.Н. Кузнецова создала новый учебный курс «Теория французского языка», впоследствии руководила разработкой бакалаврских и магистерских программ, НИРов.

### Теория лексической интерференции
Научная деятельность И.Н. Кузнецовой была посвящена теории лексической интерференции, изучению двухстороннего (в плане выражения и в плане содержания) сближения лексических единиц одного или разных языков, обусловленного их фонетическим сходством и проистекающим из него семантическим уподоблением, что приводит к непроизвольному (ошибочному) или произвольному, стилистическому нарушению языковой нормы.
И.Н. Кузнецова предложила определять  лексическую интерференцию как процесс наложения признаков одного элемента на другой элемент, в результате которого происходит их взаимовлияние или взаимопроникновение. Согласно теории, лексическая интерференция проявляется в языке в виде таких лексических феноменов, как:
- паронимия (ошибочное лексическое смешение сходных слов внутри языка),
- диапаронимия (ошибочное смешение сходных слов в условиях языковых контактов, приводящее к появлению «ложных друзей переводчика»),
- паронимическая аттракция (лексическое сближение как стилистический прием)
- и паронимическая неология (создание новых лексических единиц на основе механизма паронимической аттракции).

## Публикации

### Монографии и учебные пособия
1. Кузнецова И.Н. Пособие по французской лексикологии. М.: Изд-во Моск. ун-та, 1991, 168 с.
2. Кузнецова И.Н. Пособие по французскому языку для старших курсов языковых вузов. Халифман Э.А., Кузнецова И.Н., Высшая школа Москва, 1977, 238 с.
3. Кузнецова И.Н. Практический курс сопоставительной грамматики русского и французского языков. М.: Русский язык, 1987, 257 с.
4. Кузнецова И.Н. Grammaire  contrastive  du  français  et  du  russe.  М.:  Издательский  дом  «Стратегия», 2002, ISBN 978-5-903262-30-4, 272 с.
5. Кузнецова И.Н. Сопоставительная  грамматика  французского  и  русского  языков.  М.:  Изд-во  «Нестор  Академик»,  2009, ISBN 978-5-903262-29-8, 272 с.
6. Кузнецова И.Н. Теория  и  практика  лексической  интерференции  (на  материале  фран-цузского и русского языков). М.: Изд-во «Нестор Академик», 2021, ISBN 978-5-6043979-3-0, 368 с.
7. Халифман Э.А.,  Кузнецова  И.Н.,  Козлова  З.Н. Пособие  по  сопоставительному изучению грамматики французского и русского языков. М.: Высшая школа, 1981,  295 с.

### Основные статьи
1. Кузнецова И.Н. Бенвенист Э.  Общая  лингвистика.  Главы  20,  21,  22,  23  /  Пер.  на  русс.  язык. М.: Прогресс, 1974.
2. Кузнецова И.Н. Видовременные  характеристики  французского  глагола  в  сопоставлении с русским. Categorie verbali e problemi dell'organizzazione testuale studi contrastivi slavo-romanzi, серия XVIII, издательство Universita Cattolica del Sacro Cuore (Italy), том 2, с. 47-55 // Categorie verbali e problemi dell’organizzazione testuale. Studi  contrastivi  slavo-romanzi.  Milano:  Università  Cattolica  del  Sacro  Cuore, 2010.
3. Кузнецова И.Н. Категория вида и её представление в теоретической грамматике французского языка. Сборник Романские языки и культуры (история и современность): материалы российской научной конференции. Москва, филологический факультет МГУ им. М.В. Ломоносова, Москва, 2007
4. Кузнецова  И.Н.,  Курбанова  К.И.  Эмфатическое  и  тема-рематическое  членение  фразы  во  французском  языке  в  сопоставлении  с  русским  языком // Вестн. Моск. ун-та. Сер. 9. Филология. 2014. No 6, Стр. 67-75
5. Кузнецова И.Н. Лексическая  интерференция  как  проявление  асимметрии  языкового  знака // Филологические науки, N 3, 2010, Стр. 60-70 .
6. Кузнецова И.Н. Лексическая   интерференция   в   семиотическом   и   функциональном   аспектах (на материале французского и русского языков) // Ученые за-писки Орловского государственного университета, 2018, No 3, Стр. 116-119.
7. Кузнецова И.Н. Ложные друзья переводчика, или диапаронимия, как явление межъязыковой лексической интерференции. Сборник Риторика↔лингвистика: сборник статей, серия Вып 12, место издания СмолГУ Смоленск, 2016, с. 290-302
8. Кузнецова И.Н. Можно ли прогнозировать лексическую интерференцию? Сборник VIII Международная научная конференция Романские языки и культуры: от античности до современности Сборник материалов, Филологический факультет МГУ, Москва, 2015, с. 203-211.
9. Кузнецова И.Н. Некоторые аспекты французской фразеологии. Сборник Риторика - Лингвистика. Выпуск 10, СмолГУ г. Смоленск, 2013, с. 72-82
10. Кузнецова И.Н. О  лексической  интерференции  в  одном  и  разных  языках  //  Вестн.  Моск. ун-та. Сер. 9. Филология, No, 1990.
11. Кузнецова И.Н. О лексическом смешении, или интерференции. Вестник Московского университета, издательство Ред. журн. (М.), том 9, № 4, 2005, с. 55-63.
12. Кузнецова И.Н. Опыт описания грамматической избыточности и недостаточности во французском языке // Вестн. Моск. ун-та. Сер. 9. Филология. 1967. No 2.
13. Кузнецова И.Н. О паронимии // Вестник Московского ун-та. Сер. 9. Филология. 1976. No 1.
14. Кузнецова И.Н. Основные  функциональные  характеристики  французского  артикля  в  теоретической и прикладной грамматике // Язык и действительность: Сборник  научных  трудов  памяти  В. Г. Гака.  М.:  Издательство  «Ленанд», 2006.
15. Кузнецова И.Н. Паронимия - основа лексической интерференции ( на материале французского языка). Сборник Риторка - Лингвистика. Отв. ред. М. П. Тихонова, ред. А. З. Тавасиева, Е. Ю. Кожина, серия Вып. 13,  Издательство СмолГУ Смоленск, 2018, с. 174-185
16. Кузнецова И.Н. Паронимическая аттракция в лингвистическом, стилистическом и риторическом аспекте. Сборник Риторика-Лингвистика, Смоленский государственный педагогический университет, г. Смоленск, 1999.
17. Кузнецова И.Н. Паронимическая аттракция как выразительное средство языка.Сборник Материалы Международной научной конференции "Дни франко-российских исследований". Сборник "Речь и тексты: тенденции, истоки, перспективы". М.: МГУ, 2013, Издательство Московского университета, Москва, с. 77-90.
18. Кузнецова И.Н. Паронимическая аттракция кратких устойчивых форм во французском языке. Сборник Риторика - Лингвистика, СмолГУ Смоленск, том 15, 2020, с. 103-113.
19. Кузнецова И.Н. Паронимическая аттракция фразеологических и устойчивых словосочетаний и выражений ( на материале русского и французского языков). Сборник Риторика - Лингвистика. Выпуск 8, СмолГУ Смоленск, г. Смоленск, 2009
20. Кузнецова И.Н. Паронимическая неология во французском языке // Риторика ↔ Лингвистика. Вып. 7. Т. 2. Смоленск: Издательство СмолГУ, 2008.
21. Кузнецова И.Н. Парономазия: опыт типологического представления. Сборник Риторика - Лингвистика. Выпуск 11,  Издательство СмолГУ Смоленск, том 11, 2015, с. 30-38.
22. Кузнецова И.Н. Парономастическая функция языка и её речевые проявления. Сборник Риторика - Лингвистика, серия 4, г. Смоленск, 2003 с. 24-34
23. Кузнецова И.Н. Семиотический аспект лексическогог смешения, или интерференции. Сборник Риторика-Лингвистика, Издательство СмолГу Смоленск, том 6, г. Смоленск, 2005
24. Кузнецова И.Н. Типология паронимических неологизмов ( на материале французского языка). Кузнецова И.Н., Чаплик В.А., сборник Риторика - Лингвистика. Сборник статей. Памяти Заслуженного деятеля науки Российской Федерации, профессора Эды Моисеевны Береговской ( к 90-летию со дня рождения), серия 14,  Издательство СмолГУ Смоленск, 2019, с. 129-139.
25. Кузнецова И.Н. Три уровня построения французской фразы. Сборник Риторика - Лингвистика. Выпуск 9, место издания Изд-во СмолГУ Смоленск, 2012, с. 137-144
26. Кузнецова И.Н. Французское наследие академика Ю.С. Степанова. Вестник Православного Свято-Тихоновского гуманитарного университета. Серия 3: Филология (ранее:Вестник Православного Свято-Тихоновского гуманитарного университета. Филология. Философия; Богословский сборник), издательство Изд-во ПСТГУ (М.), том 3, № 38, 2014, с. 143-150.
27. Кузнецова И.Н. Функциональный анализ канонического и неканонического построения французской фразы. Сборник Романские языки и культуры от Античности до современности, МАКС Пресс, Москва, 2011.
28. Кузнецова И.Н. Функциональный механизм лексической интерференции. Сборник XXVIII Ежегодная Богословская конференция Православного Свято-Тихоновского гуманитарного университетаю Материалы,  Издательство ПСТГУ Москва, 2018, с. 1-376
29. Кузнецова И.Н. Функциональное представление паронимической аттракции (на материале французского и русского языков). Сборник Лингвистика, переводоведение и методика обучения иностраннымязыкам: актуальные проблемы и перспективы: сборник материалов I Всероссийской научно-практической конференции с международнымучастием (28 марта 2019 г.), место издания Орел ОГУ имени И.С. Тургенева, 2019, с. 134-140.
30. Кузнецова И.Н. Юрий Сергеевич Степанов - учёный и учитель. Сборник Языковые параметры современной цивилизации. Сборник трудов первой научной конференции памяти академика РАН Ю.С. Степанова,  Институт языкознания РАН, ИП Шилин ("Эйдос") Москва, Калуга, 2013, с. 83-87